# إليزابيث غودي بيكر
إليزابيث غودي بيكر (بالإنجليزية: Elizabeth Gowdy Baker) هي رسامة أمريكية، ولدت في 1860، وتوفيت في 1927.